# Katja (Schiff)
Die Katja war ein Öltanker der finnischen Reederei Lundqvist Rederierna aus Mariehamn auf Åland. Von 2013 bis 2015 fuhr der Öltanker als Kamila unter der Flagge St. Kitts und Nevis. Inzwischen wurde das Schiff verkauft und in Bonita Queen umbenannt.
1997 verlor der Tanker nach Beschädigung durch ein missglücktes Anlegmannöver im Hafen Le Havre 167 Tonnen Schweröl der Sorte Bunker-C. In der Nacht zum 14. August 2012 lief das Schiff mit 87.000 Tonnen Schweröl an Bord vor der Vogelschutzinsel Minsener Oog im Nationalpark Niedersächsisches Wattenmeer auf Grund, wurde aber wieder freigeschleppt.

## Das Schiff
Das 232 Meter lange Schiff wurde 1995 auf der Oppama-Werft von Sumitomo Heavy Industries in Yokosuka, Japan, gebaut. Die Kiellegung fand am 12. Januar statt, die Fertigstellung erfolgte am 1. August 1995. Die mit 52.067 BRZ vermessene Katja ist ein Aframax-Doppelrumpftanker und war auf den Bahamas registriert.
Das Schiff wird von einem Sulzer-Zweitakt-Dieselmotor des Typs 6RTA62 angetrieben, der auf einen Propeller wirkt. Für die Stromversorgung stehen drei Generatoren sowie ein Notgenerator zur Verfügung.

## Zwischenfälle

### Ölunfall 1997
Zwei Jahre nach der Indienststellung des Tankers kam es am 7. August 1997 um 12:20 Uhr MESZ zu einem Unfall. Beim Anlegemanöver der Katja, die 80.000 Tonnen Öl geladen hatte, wurde an Kai 3 des Hafens von Le Havre ein Bunkertank beschädigt und schlug leck. Es kam zu einem Ölaustritt, 187 Tonnen des Schweröls Bunker-C, das als Treibstoff diente, lief in das Hafenbecken 3. Der Unfall geschah kurz vor dem Niedrigwasser. Annähernd die halbe Menge des ausgetretenen Öls lief mit der Ebbe in andere Hafenbecken und verunreinigte eine Reihe von Hafeneinrichtungen. Schätzungsweise 30 bis 60 Tonnen Öl gelangten aus dem Hafenbecken mit der ablaufenden Tide in die offene See. Lokale Behörden, Feuerwehren und die französische Armee bekämpften die Ölverschmutzung an den Küsten von Le Havre und Saint Adresse mit 300 Mann.
Nach den Vorgaben für Doppelrumpftanker war der beschädigte Tank nicht verpflichtend mit einer doppelten Bordwand auszustatten.

### Grundberührung 2012
Im August war das Schiff mit 87.000 Tonnen Öl an Bord auf dem Weg von England nach Wilhelmshaven. In der Nacht zum Dienstag, den 14. August 2012 gegen 1 Uhr MESZ, lief der Öltanker in der Nähe der Insel Minsener Oog auf Grund. Das Schiff war mit einer Schlagseite von 1,5° festgekommen.
Vor Ort befanden sich zunächst die Assistenzschlepper Bugsier 1, Bugsier 3, Bugsier 4 und Bugsier 6 der Bugsier-, Reederei- und Bergungsgesellschaft, die Ems, Elbe, Wilhelmshaven und Blexen der Unterweser Reederei sowie die Mehrzweckschiffe Mellum des Wasser- und Schifffahrtsamtes Wilhelmshaven und Neuwerk des Wasser- und Schifffahrtsamtes Cuxhaven sowie der Bergungsschlepper Nordic. Ein Ölbekämpfungsschiff war ebenfalls vor Ort. Bei der Bergung herrschte Windstärke 4 aus Nordnordost. Das Havariekommando Cuxhaven koordinierte die Aktion.
Nach fünf Stunden konnte die Katja gegen 6:15 Uhr am nächsten Morgen bei steigendem Wasserstand mit Hilfe der Nordic sowie vier der Assistenzschlepper, die als Druckschlepper fungierten, freigeschleppt werden und seine Fahrt nach Wilhelmshaven fortsetzen.
Die Wasserschutzpolizei Niedersachsen begann nach dem Festmachen des Schiffes in Wilhelmshaven mit den Ermittlungen zur Unglücksursache. Als Unglücksursache wurde später ein Navigationsfehler angegeben. Von der Klassifikationsgesellschaft Det Norske Veritas bekam das Schiff zur Auflage, innerhalb von vier Wochen eine Werft aufzusuchen, um leichte Schäden am Boden zu reparieren und vorher keine Ladung zu übernehmen.
Nach der Löschung bei der Nord-West Oelleitung in Wilhelmshaven ankerte das Schiff zunächst auf der Tiefwasserreede in der Deutschen Bucht. Anfang der 35. Kalenderwoche wurde es zur Reparatur bei Blohm + Voss in Hamburg gedockt, wo es bis zum 13. September repariert wurde.
Der WWF warnte in Zusammenhang mit dem Festkommen des Schiffes vor den Gefahren des Schiffsverkehrs im Wattenmeer. Es habe sich um eine ernste Situation gehandelt und das Abschleppmanöver hätte unter anderen Wetterbedingungen schiefgehen können, sagte ein Sprecher.